# Stephen Rea
Stephen Rea (født Graham Rea: 31. oktober 1946) er en nordirsk skuespiller. Han er vel nok bedst kendt for sin Oscar-nominerede hovedrolle i filmen The Crying Game fra 1992, samt kæmpesuccesen V for Vendetta fra 2005.

## Filmografi
| År   | Titel                                   | Rolle                        | Noter |
| ---- | --------------------------------------- | ---------------------------- | --- |
| 1970 | Cry of the Banshee                      | Villager                     | |
| 1975 | I Didn't Know You Cared                 | Carter Brandon               | Tv, Serie 1 & 2 |
| 1977 | Professional Foul                       | Pavel Hollar                 | BBC Play (Tv) |
| 1978 | The Professionals                       | Pellin                       | Episode: "In the public interest" |
| 1978 | On a Paving Stone Mounted               |                              | |
| 1982 | Angel                                   | Danny                        | |
| 1983 | Loose Connections                       | Harry                        | |
| 1984 | The Company of Wolves                   | Young Groom                  | |
| 1984 | Minder                                  | Roddy                        | Serie 4, episode 10 "Windows" |
| 1985 | The Doctor and the Devils               | Timothy Broom                | |
| 1990 | Not with a Bang                         | Colin Garrity                | Tv-serie |
| 1991 | Life Is Sweet                           | Patsy                        | |
| 1992 | The crying game                         | Fergus                       | National Society of Film Critics Award for Best Actor Nomineret — Academy Award for Best Actor Nomineret — BAFTA Award for Best Actor |
| 1993 | Hedda Gabler                            | Ejlert Lovborg               | Tv |
| 1993 | Bad Behaviour                           | Gerry McAllister             | |
| 1994 | Princess Caraboo                        | Gutch                        | |
| 1994 | Angie                                   | Noel Riordan                 | |
| 1994 | En vampyrs bekendelser                  | Santiago                     | |
| 1994 | Prêt-à-Porter                           | Milo O'Brannigan             | National Board of Review Award for Best Cast                                                                                          |
| 1995 | Citizen X                               | Lt. Viktor Burakov           | (Tv) |
| 1995 | Between the Devil and the Deep Blue Sea | Nikos                        | |
| 1995 | All Men are Mortal                      | Fosca                        | |
| 1996 | Trojan Eddie                            | Trojan Eddie                 | |
| 1996 | Michael Collins                         | Ned Broy                     | |
| 1996 | Crime of the Century                    | Bruno Richard Hauptmann      | Nomineret — Golden Globe Award for Best Actor - Miniseries or Television Film                                                         |
| 1996 | The Last of the High Kings              | Cab Driver                   | |
| 1997 | Double Tap                              | Cypher                       | |
| 1997 | Fever Pitch                             | Ray, the Governor            | |
| 1997 | The Butcher Boy                         | Da Brady                     | |
| 1997 | Hacks                                   | Brian                        | |
| 1997 | The Break                               | Sean Dowd                    | |
| 1998 | Still Crazy                             | Tony Costello                | |
| 1998 | This Is My Father                       | Father Quinn                 | |
| 1999 | Guinevere                               | Connie Fitzpatrick           | |
| 1999 | The End of the Affair                   | Henry Miles                  | |
| 1999 | The Life Before This                    | Brian                        | |
| 1999 | I Could Ready the Sky                   | PJ Doran                     | |
| 1999 | In Dreams                               | Doctor Silverman             | |
| 2000 | The King's Wake                         | King Connor Mac Neasa        | (stemme) |
| 2001 | The Musketeer                           | Cardinal Richelieu           | |
| 2001 | Snow In August                          | Rabbi Judah Hirsch           | |
| 2001 | On the Edge                             | Dr. Figure                   | |
| 2002 | FeardotCom                              | Alistair Pratt, 'The Doctor' | |
| 2002 | Copenhagen                              | Niels Bohr                   | BBC-PBS (Tv) |
| 2002 | Evelyn                                  | Michael Beattie              | |
| 2003 | The i Inside                            | Doctor Newman                | |
| 2003 | Bloom                                   | Leopold Bloom                | |
| 2004 | Fluent Dysphasia                        | Murph                        | |
| 2004 | Control                                 | Dr. Arlo Penner              | |
| 2004 | Proud                                   | Barney Garvey                | |
| 2004 | The Confessor                           | McCaran                      | alternativ titel The Good Shepherd |
| 2004 | The Halo Effect                         | Fatso                        | Nomineret — Irish Film and Television Awards — Best Actor in a Supporting Role – Film                                                 |
| 2005 | Breakfast on Pluto                      | Bertie                       | Nomineret — Irish Film and Television Awards - Best Actor in a Supporting Role – Film                                                 |
| 2005 | Tara Road                               | Colm                         | |
| 2005 | River Queen                             | Francis                      | |
| 2005 | V for Vendetta                          | Inspector Finch              | |
| 2006 | Sisters                                 | Dr. Philip Lacan             | |
| 2006 | Sixty Six                               | Dr. Barrie                   | |
| 2007 | Until Death                             | Gabriel Callaghan            | |
| 2007 | The Reaping                             | Father Costigan              | |
| 2007 | Stuck                                   | Thomas Bardo                 | |
| 2008 | The Devil's Mercy                       | Tyler                        | |
| 2008 | Heidi 4 Paws                            | Doctor                       | (stemme) |
| 2008 | Kisses                                  | Down Under Dylan             | ukrediteret |
| 2009 | Nothing Personal                        | Martin                       | |
| 2009 | Father & Son                            |                              | (TV) |
| 2009 | Ondine                                  | village priest               | |
| 2010 | The Heavy                               | Anawalt                      | |
| 2010 | Single-Handed                           | Sean Doyle                   | Tv-serie |
| 2011 | Roadkill                                | policeman                    | |
| 2011 | Blackthorn                              | Mackinley                    | |
| 2011 | The Shadow Line                         | "Controller" James Gatehouse | Tv-serie, Nomineret - BAFTA for Best Supporting Actor, April 2012                                                                     |
| 2012 | Underworld: Awakening                   | Dr. Jacob Lane               | |
| 2012 | Werewolf: The Beast Among Us            | Doc                          | |
| 2013 | Utopia                                  | Conran Letts                 | TV series |
| 2013 | Asylum                                  | McGahey                      | |
| 2014 | The Honourable Woman                    | Sir Hugh Hayden-Hoyle        | Tv-serie Pending - Satellite Award for Best Actor in a Miniseries or TV Film                                                          |
| 2014 | The Curse of Styria (film fra 2014)     |                              | |